# Samuel Dashwood
Samuel Dashwood (c.1643 - 1705) est un marchand anglais et un homme politique conservateur. Il est lord-maire de Londres en 1702. 

## Biographie
Fils de Francis Dashwood, un marchand londonien, et de sa femme Alice Sleigh, il est le frère de Francis Dashwood (1er baronnet), et le cousin de Robert Dashwood (1er baronnet). Il est élu shérif de Londres, et est également fait chevalier, en 1683, et est député de la City de Londres en 1685 et 1690,. 
Le père de Dashwood est un fermier de l'accise, et il devient lui-même commissaire de l'accise en 1683. Échevin en 1687, il est renvoyé par Jacques II pour avoir refusé de soutenir la suspension de la Corporation Act. 
En 1702, colonel de la Lieutenance de la ville, Dashwood est nommé juge de paix, en raison de sa volonté d'obtenir des pouvoirs judiciaires. Cette année-là, Dashwood est lord-maire de Londres et reçoit la reine Anne au London Guildhall dans le cadre du somptueux spectacle qu'il organise. Il est écrit par Elkanah Settle et est le dernier spectacle de la vieille tradition,. 

## Famille

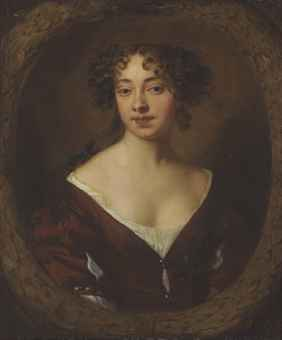
Anne Dashwood, née Smith, portrait par Peter Lely

Il épouse le 17 mai 1670 Anne Smith, sœur de l'homme politique John Smith, fille de John Smith de Tedworth,. Leur fille Sophia épouse Francis Lewis. Elizabeth épouse Andrew Archer (1659-1741) (en) en 1702, et sa sœur Sarah épouse 1665 Fulke Greville, 5e baron Brooke. L'héritier de Samuel est George, député de Stockbridge, le quatrième fils mais le plus âgé qui ait survécu à son père. 